# جانی استوپاریچ
جانی استوپاریچ (ایتالیایی: Giani Stuparich; ۴ آوریل ۱۸۹۱ – ۷ آوریل ۱۹۶۱) نویسنده اهل ایتالیا بود.
از افتخارات وی میتوان به کسب مدال طلا آثار حماسی در بخش مسابقات هنری بازی‌های المپیک تابستانی ۱۹۴۸ اشاره کرد.